# Amsterdamse Bos

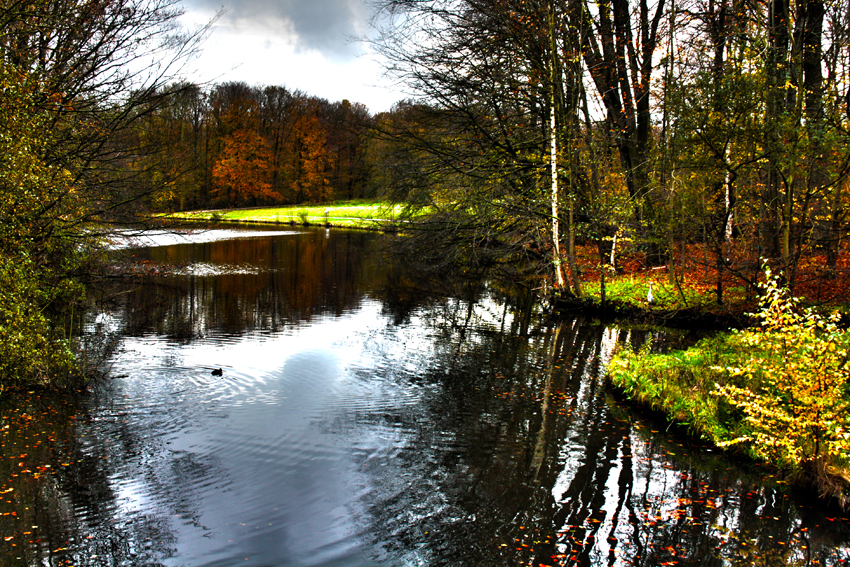
Amsterdamse Bos

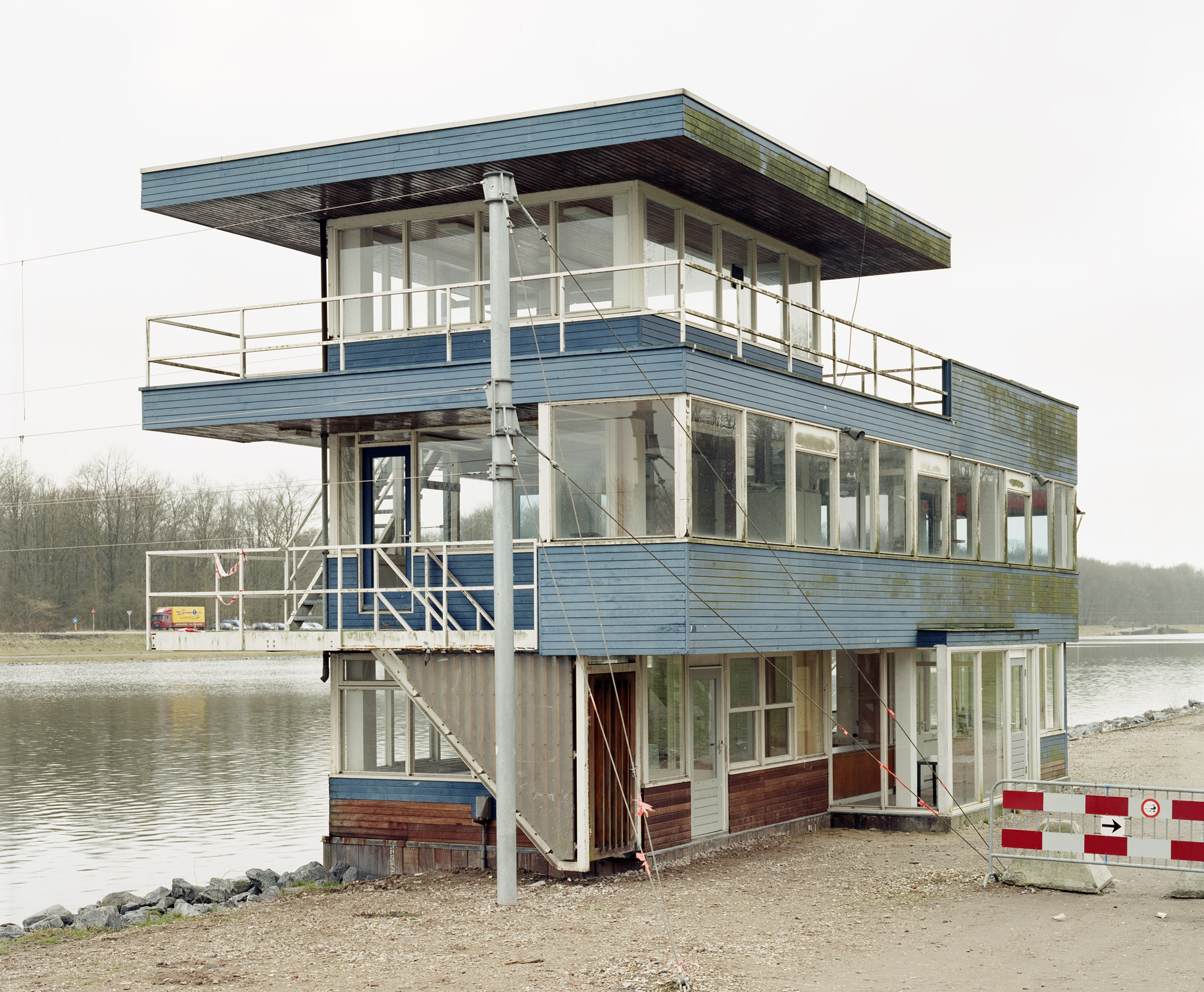
Schiedsrichterstand an der Bosbaan

Der Amsterdamse Bos (deutsch Amsterdamer Wald) ist eine öffentliche Parkanlage am Rande von Amsterdam.

## Beschreibung
Die Anlage gehört der Stadt Amsterdam, liegt aber überwiegend auf dem Gemeindegebiet von Amstelveen. Der Park wurde in den 1930er Jahren angelegt. Er umfasst etwa 1000 Hektar und hat jährlich 4,5 Mio. Besucher. Wichtiger Bestandteil des Parkes ist die Bosbaan im Norden des Parks, eine 1937 eröffnete Ruderstrecke, die älteste künstlich angelegte der Welt. Für die Weltmeisterschaften 1977 wurde sie auf moderne Standards umgebaut.